# Karel I van Palts-Birkenfeld
Karel I van Palts-Birkenfeld (Neuburg, 4 september 1560 - Birkenfeld, 16 december 1600) was van 1569 tot aan zijn dood hertog van Palts-Birkenfeld. Hij behoorde tot het huis Palts-Zweibrücken en was de oprichter van de linie Palts-Birkenfeld.

## Levensloop
Karel I was de vijfde zoon van hertog Wolfgang van Palts-Zweibrücken uit diens huwelijk met Anna, dochter van landgraaf Filips I van Hessen. Na de dood van zijn vader in 1569 werd diens rijk verdeeld en kreeg Karel het hertogdom Palts-Birkenfeld toegewezen. Als stichter van het huis Palts-Birkenfeld werd hij de stamvader van het Beierse koningshuis.
Hij werd beschouwd als een geleerde en standvastige man en stelde op zijn residentie, het slot van Birkenfeld, een beduidende bibliotheek samen. Bij de geboorte van zijn erfopvolger George Willem in 1591 liet hij herdenkingsmunten slaan. 
Karel stierf in december 1600 op slot Birkenfeld en werd bijgezet in de Evangelische Slotkerk in Meisenheim. Omdat zijn zonen George Willem en Christiaan I nog minderjarig waren, werden Karels broers Filips Lodewijk van Palts-Neuburg en Johan I van Palts-Zweibrücken regenten.

## Huwelijk en nakomelingen
Op 23 februari 1586 huwde hij in Celle met Dorothea van Brunswijk-Lüneburg (1570-1640), dochter van hertog Willem van Brunswijk-Lüneburg en Dorothea van Denemarken. Ze kregen vier kinderen:
- George Willem (1591-1669), hertog van Palts-Birkenfeld
- Sophia (1593-1676), huwde in 1615 met graaf Kraft VII van Hohenlohe-Neuenstein
- Frederik (1594-1626), kanunnik in Straatsburg
- Christiaan I (1598-1654), hertog van Palts-Bischweiler

## Voorouders
| Overgrootouders | Alexander van Palts-Zweibrücken (1462-1514) ∞ Margaretha van Hohenlohe-Neuenstein (1480-1522) | Alexander van Palts-Zweibrücken (1462-1514) ∞ Margaretha van Hohenlohe-Neuenstein (1480-1522) | Willem I van Hessen (1466-1515) ∞ Anna van Brunswijk-Wolfenbüttel (1460-1520)    | Willem I van Hessen (1466-1515) ∞ Anna van Brunswijk-Wolfenbüttel (1460-1520)    | Willem II van Hessen (1469-1509) ∞ Anna van Mecklenburg-Schwerin (1485-1525) | Willem II van Hessen (1469-1509) ∞ Anna van Mecklenburg-Schwerin (1485-1525) | George van Saksen (1471-1539) ∞ 1521 Barbara van Polen (1478-1534)        | George van Saksen (1471-1539) ∞ 1521 Barbara van Polen (1478-1534)        | George van Saksen (1471-1539) ∞ 1521 Barbara van Polen (1478-1534) | George van Saksen (1471-1539) ∞ 1521 Barbara van Polen (1478-1534) |
| Grootouders     | Lodewijk II van Palts-Zweibrücken (1502-1532) ∞ Elisabeth van Hessen (1503-1563)              | Lodewijk II van Palts-Zweibrücken (1502-1532) ∞ Elisabeth van Hessen (1503-1563)              | Lodewijk II van Palts-Zweibrücken (1502-1532) ∞ Elisabeth van Hessen (1503-1563) | Lodewijk II van Palts-Zweibrücken (1502-1532) ∞ Elisabeth van Hessen (1503-1563) | Filips I van Hessen (1504-1567) ∞ Christine van Saksen (1505-1549)           | Filips I van Hessen (1504-1567) ∞ Christine van Saksen (1505-1549)           | Filips I van Hessen (1504-1567) ∞ Christine van Saksen (1505-1549)        | Filips I van Hessen (1504-1567) ∞ Christine van Saksen (1505-1549)        |                                                                    |                                                                    |
| Ouders          | Wolfgang van Palts-Zweibrücken (1526-1569) ∞ Anna van Hessen (14529-1591)                     | Wolfgang van Palts-Zweibrücken (1526-1569) ∞ Anna van Hessen (14529-1591)                     | Wolfgang van Palts-Zweibrücken (1526-1569) ∞ Anna van Hessen (14529-1591)        | Wolfgang van Palts-Zweibrücken (1526-1569) ∞ Anna van Hessen (14529-1591)        | Wolfgang van Palts-Zweibrücken (1526-1569) ∞ Anna van Hessen (14529-1591)    | Wolfgang van Palts-Zweibrücken (1526-1569) ∞ Anna van Hessen (14529-1591)    | Wolfgang van Palts-Zweibrücken (1526-1569) ∞ Anna van Hessen (14529-1591) | Wolfgang van Palts-Zweibrücken (1526-1569) ∞ Anna van Hessen (14529-1591) |                                                                    |                                                                    |